# 上海 (ゲーム)

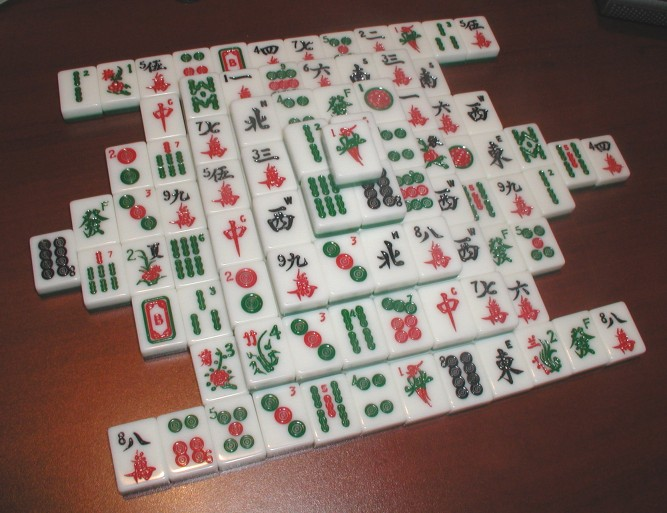
シリーズで最も代表的な龍配列を再現した写真

『上海』（シャンハイ）は、1986年7月にアメリカ合衆国のアクティビジョンから発売されたMacintosh用パズルゲーム。
積み上げられた麻雀牌の山から、ある一定のルールに従って牌を取り除いていく、「Mahjong solitaire」とも呼ばれるソリティアの一種である。パッケージに「the ancient Chinese game of Mah-jongg」と表記され、あたかも中国に古くからあるゲームであるかのように装っていた。
開発はアクティビジョンが行い、ゲーム・デザインおよびプログラムはブロディー・ロッカードが担当している。ロッカードは後にパソコン用ソフト『石道』（1990年）の開発にも携わっている。
同年にAmiga、Atari ST、Atari 8ビット・コンピュータ、コモドール64、PC/AT互換機、Apple IIなどのパソコン各機種に移植され、翌1987年にPC-9801などの国産パソコンやファミリーコンピュータ、PCエンジンなどの家庭用ゲーム機でも発売され、日本国内でも広く知られるようになった。2001年よりサン電子が総代理店に指定され、2005年のニンテンドーDS移植版以降、家庭用（コンシューマー）および業務用（アーケード）ゲーム版の新規開発・リリースはサクセスが行っている。

## ゲーム内容
最初は、季節牌4枚（春、夏、秋、冬）、花牌4枚（梅、蘭、菊、竹）を含む合計144枚の麻雀牌が積み上げられた状態が表示される。
その牌の山の中から、同じ牌を2枚選ぶと、その牌を取り除くことができる（季節牌と花牌は、季節牌同士、花牌同士であれば良い）。ただし、左右両方に隣接する牌がある場合や、上に牌が乗っている場合はその牌を選ぶことはできない。
144枚全てを取り除くことができればゲームクリア、牌が残っているにもかかわらず、取り除くことのできる牌がなくなったら手詰まりでゲームオーバーとなる。
牌の配列によって難易度が異なり、様々な配列が考案されている。最も代表的な「DRAGON（龍配列）」の他、TIGER（虎配列）、MONKEY（猿配列）、SNAKE（蛇配列）などが知られ、また名称不明な配列も数多くある。中には144枚より少ない牌で構成された配列もあり、それらの難易度はより低くなっている。
作品によっては、時間制限があるモードや時間制限なしでゆったり攻略できるもの、通常より牌の数が少ないがどちらが早く取り除けるかを競う対戦プレイモードが用意してある。また、プレイヤーの手助けとしての回数制限ありのヒントといった初心者に配慮した機能を多くの作品で採用されている。ただし、ヒント機能はその時点で取れる牌の組み合わせを教えるだけであり、必ずしもそれを利用したところでクリアできるとは限らない。

## 他機種版
タイトルが『上海』とされているもののみを列挙する。
| No. | タイトル               | 発売日                      | 対応機種                                                   | 開発元               | 発売元                              | メディア                                              | 型式                       | 備考 | 出典                 |
| --- | ---------------------- | --------------------------- | ---------------------------------------------------------- | -------------------- | ----------------------------------- | ----------------------------------------------------- | -------------------------- | --- | -------------------- |
| 1   | Shanghai               | 1986年9月                   | Apple II                                                   | アクティビジョン     | アクティビジョン                    | フロッピーディスク                                    | -                          | |                      |
| 2   | Shanghai               | 1986年10月 1986年           | Amiga Atari ST コモドール64                                | アクティビジョン     | アクティビジョン                    | フロッピーディスク                                    | -                          | |                      |
| 3   | Shanghai               | 1986年10月                  | PC/AT互換機                                                | Programming Services | アクティビジョン                    | フロッピーディスク                                    | -                          | |                      |
| 4   | Shanghai               | 1987年2月                   | Apple IIgs                                                 | Manley & Associates  | アクティビジョン                    | フロッピーディスク                                    | -                          | |                      |
| 5   | 上海                   | 1987年5月                   | PC-8801 PC-9801                                            | システムソフト       | システムソフト                      | 3.5インチフロッピーディスク 5インチフロッピーディスク | -                          | |                      |
| 6   | 上海                   | 1987年6月                   | X1                                                         | システムソフト       | システムソフト                      | フロッピーディスク                                    | -                          | |                      |
| 7   | 上海                   | 1987年10月30日              | PCエンジン                                                 | アルファ・システム   | ハドソン                            | 2メガビットHuCARD                                     | HC62004                    | 本体と同時発売 |                      |
| 8   | 上海                   | 1987年12月4日               | ファミリーコンピュータ                                     | サンソフト           | サンソフト                          | 1メガビット+64キロRAMロムカセット                     | SUN-SS9-5300               | |                      |
| 9   | 上海                   | 1987年12月20日              | X68000                                                     | システムソフト       | システムソフト                      | 5インチフロッピーディスク                             | -                          | |                      |
| 10  | Shanghai               | 1987年                      | 文豪mini                                                   | システムソフト       | システムソフト                      | フロッピーディスク                                    | -                          | |                      |
| 11  | Shanghai               | 1987年                      | TRS-80 Color Computer                                      | アクティビジョン     | アクティビジョン                    | フロッピーディスク                                    | -                          | |                      |
| 12  | 上海                   | 1988年3月                   | アーケード                                                 | サクセス             | サンソフト エイブルコーポレーション | 業務用基板 （384キロバイト）                          | -                          | |                      |
| 13  | Shanghai               | 1988年10月 1988年           | セガ・マスターシステム                                     | セガ                 | セガ                                | ロムカセット                                          | 5110                       | 変換アダプターによる起動で日本版マスターシステムおよび セガ・マークIIIのFMサウンドユニットによるFM音源、日本語表記に対応 |                      |
| 14  | Shanghai               | 1988年                      | Amstrad CPC Atari 8ビット・コンピュータ                    | アクティビジョン     | アクティビジョン                    | フロッピーディスク                                    | -                          | |                      |
| 15  | 上海                   | 1988年                      | MSX2                                                       | システムソフト       | システムソフト ホット・ビィ         | 3.5インチフロッピーディスク ロムカセット              | -                          | |                      |
| 16  | 上海                   | 1989年6月                   | FMR-50                                                     | システムソフト       | システムソフト                      | フロッピーディスク                                    | -                          | |                      |
| 17  | Shanghai               | 1989年7月                   | Macintosh II                                               | アクティビジョン     | アクティビジョン                    | フロッピーディスク                                    | -                          | |                      |
| 18  | 上海                   | 1989年7月28日 1989年 1994年 | ゲームボーイ                                               | HAL研究所            | HAL研究所 アクティビジョン          | 256キロビットロムカセット                             | DMG-SHJ DMG-SH-USA DMG-ZZJ | DMG-ZZJはアクティビジョン・ジャパンによる同内容の再販版                                                                  |                      |
| 19  | 上海                   | 1990年12月1日               | FM TOWNS                                                   | アクティビジョン     | アスキー                            | CD-ROM                                                | -                          | |                      |
| 20  | Shanghai               | 1990年                      | Atari Lynx                                                 | アクティビジョン     | アタリ                              | ロムカセット                                          | PA2063                     | |                      |
| 21  | 上海                   | 2003年8月18日               | mova 504iシリーズ FOMA 2051/2102V/2701シリーズ （iアプリ） | サンソフト           | サンソフト                          | ダウンロード （ドキドキSUNSOFT）                      | -                          | 505i対応版は9月19日より配信開始                                                                                          | [ 5 ] [ 6 ] [ 7 ]    |
| 22  | 上海                   | 2004年2月19日               | BREW対応機種 （EZアプリ）                                  | タイトー             | タイトー                            | ダウンロード                                          | -                          | | [ 8 ] [ 9 ]          |
| 23  | 上海                   | 2005年12月22日              | ニンテンドーDS                                             | サクセス             | サクセス                            | DSカード                                              | NTR-P-AS8J/A               | | [ 10 ]               |
| 24  | 上海                   | 2006年3月23日               | PlayStation Portable                                       | サクセス             | サクセス                            | UMD                                                   | ULJM-05057                 | |                      |
| 25  | 上海                   | 2007年12月13日              | Wii                                                        | サクセス             | サクセス                            | Wii用12cm光ディスク                                   | RVL-P-RS8J-JPN             | | [ 11 ]               |
| 26  | 上海 Mahjong Solitaire | 2008年7月11日               | iPhone iPod touch (iOS)                                    | サンソフト           | サンソフト                          | ダウンロード                                          |                            | 2011年3月18日より3月31日まで、 東日本大震災復興支援のため値下げされた                                                    | [ 13 ] [ 14 ] [ 15 ] |
| 27  | 上海                   | 2012年9月4日                | Wii                                                        | サクセス             | D4エンタープライズ                  | ダウンロード （バーチャルコンソールアーケード）       | -                          | アーケード版の移植 2019年1月31日 配信・販売終了                                                                          | [ 16 ] [ 17 ]        |

### 類例
この形のゲームはコンピュータゲームの一つの定番として、様々な機種やOSに移植され、いわゆるクローンゲームやフリーソフトも多数存在する。また少しずつ異なるルールによる、やはり麻雀牌の山から2つずつ次いで消してゆくゲームも色々作られた。それらの多くは中国の地名（四川省、香港など）をその名に持っていた。パソコン用ソフトでは『青海』（ちんはい）が有名であった。このソフトでは、画面上の牌をすべて消したとき、中央に「竜の画像予定地」と書かれた画面が出てきて、オリジナルの『上海』でクリアした際に龍の画像が表示されるのに対するパロディであることを意思表示していた。
Microsoft Windows Vista・7（一部の下位エディションを除く）には同様のゲーム「Mahjong Titans」が標準で含まれていたほか、2018年現在はMicrosoft Casual Gamesの一つとして「Microsoft Mahjong」がMicrosoftストアで配信されている。

## 開発
オリジナルであるPLATO版の作者はハワイ在住のゲームデザイナー、ブロディー・ロッカード（Brodie Lockard）。
スタンフォード大学在学中、体操の選手だったが、トランポリンの練習中に首の骨を折り、首から下に麻痺が残ってしまった。このため『上海』のプログラミングも、全て口を使って行われたと、元アクティビジョンのプロデューサー、ブラッド・フレガーは証言している。
彼はのちに、アコレイドから『石道』も発表している。

## スタッフ
Macintosh版
- ゲーム・デザイン、プログラム：ブロディー・ロッカード（英語版）
- アート：ブロディー・ロッカード、ドン・ウー
- タイトル・スクリーン：デヴィッド・マクマッキン

PCエンジン版
- 音楽：前野知常

ファミリーコンピュータ版
- ディレクター：CHO MUSOU
- プログラマー：DON GAVACHO（こまだよしあき）
- プログラム・ディレクター：HIRO-KUN（東谷浩明）
- アート・ディレクター：IKKO.（おくむらかずあき）
- タイトル：CHIAO、ASSHI（酒井敦史）
- 音楽：小高直樹、諸田直久
- エンド・タイトル：こばやしかつのり
- アシスタント：KITACHAN（北角浩一）、LITTLE STONE、NORIBOU
- トレーダー：DAIREN
- タイトル・デザイン：DON GAVACHO（こまだよしあき）、KAZ（すぎうらかずゆき）、HCM-PIO SAKAI（さかいりえこ）
- パッケージ・デザイン：NAC
- スペシャル・サンクス：A・T（竹内昭人）、NOMU（野村雅仁）、NAOCHAN、MAC、HACKER-FUJI（ふじいひろかつ）
- オリジナル・ゲーム・デザイン：ブロディー・ロッカード

## 評価
| 項目  | キャラクタ | 音楽 | 操作性 | 熱中度 | お買得度 | オリジナリティ | 総合  |
| PCE版 | 2.54       | 3.08 | 3.16   | 3.65   | 3.25     | 3.45           | 19.13 |
| FC版  | 2.39       | 2.80 | 3.03   | 3.35   | 2.88     | 3.38           | 17.83 |
| GB版  | 2.92       | 3.33 | 3.37   | 3.37   | 3.26     | 3.34           | 19.59 |

ゲーム誌『ファミコン通信』の「クロスレビュー」において、ファミリーコンピュータ版は合計28点（満40点）で高得点となったが、ゲームボーイ版は合計23点（満40点）と標準的な評価となった。
徳間書店のゲーム誌における読者投票による「ゲーム通信簿」での評価は、PCエンジン版は『PC Engine FAN』において右記の通り19.13点（満30点）で標準的な評価となり、ファミリーコンピュータ版は『ファミリーコンピュータMagazine』において右記の通り17.83点（満30点）で低評価、ゲームボーイ版は『ファミリーコンピュータMagazine』において右記の通り19.59点（満30点）と標準的な評価となった。PCエンジン版はPCエンジン全ソフトの中で総合388位（485本中、1993年時点）の結果となった他、ファミリーコンピュータ版は同誌1991年5月10日号特別付録の「ファミコンロムカセット オールカタログ」において、他機種と比較して高さの違いを色で表現している点に関して「画面が見にくい」と否定的に評価され、ゲームボーイ版は同誌1991年5月10日号特別付録の「ファミコンディスクカード ゲームボーイ スーパーファミコン オールカタログ」において、液晶画面のために牌の高さが理解しにくいと否定的に評価された。
アーケード版はゲーム誌『ゲーメスト』の企画「第2回ゲーメスト大賞」（1988年度）において、年間ヒットゲームで17位を獲得、ゲーメストムック『ザ・ベストゲーム2』（1998年）では『名作・秀作・天才的タイトル』と認定された「ザ・ベストゲーム」に選定され、ライターのずるずるはいかに早く同じ絵柄の牌を揃えて消去するという点と、麻雀牌が4つ1組であることから組み合わせが必ず2つ存在し、牌が3つ見えている状態の組み合わせ方などを考慮しないと手詰まりとなる点が本作の面白さであると指摘した。一方で、配置によっては完全に手詰まりとなり強制的にゲームオーバーとなる点について苦言を呈した他、非常にシビアなゲームであり、華やかな演出もないことを指摘した。その他、稼働当時は昼間にサラリーマンが時間潰しにプレイしていることが多く、どこのゲームセンターにおいても必ずプレイ中であり、1人のプレイヤーが何度もコンティニューするためにプレイするチャンスが無かったと述懐した。また、ゲーム本『甦る 20世紀アーケードゲーム大全 Vol.2 アクションゲーム・シューティングゲーム熟成期編』では、オリジナル版と比較して牌が立体的になっており見やすくなっている点や、操作性が優れていたとして肯定的に評価した。また、アーケード版は牌の並べ方が1通りしかないにも拘わらず人気が高かったと総括した。

## 関連作品

### 続編
- AC『上海II』 開発:サクセス 販売:サンソフト 1989年3月
- PC-9800シリーズ『上海II』 システムソフト 1989年発売[31]

日本オリジナルの続編。牌の積み方が6種類（帝、蠍、猿、蛇、豹、龍）に増加。制限時間内にステージをクリアしていくキャンペーンモード搭載。
- MSX2『上海II』 システムソフト 1989年
- X68000『上海II』 ハドソン 1989年
- PCエンジンCD-ROM²『上海II』 ハドソン 1990年4月13日
- ファミリーコンピュータ『上海II』 サンソフト 1990年8月24日
- ゲームギア『上海II』 サンソフト 1990年12月27日
- PC-9800シリーズ『スーパー上海 ドラゴンズアイ』 ホット・ビィ 1991年6月28日

海外版「上海II ドラゴンズアイ」の移植。既に日本オリジナルの続編「上海II」が出ていたため、「スーパー上海 ドラゴンズアイ」のタイトルで発売された。
- メガドライブ『ドラゴンズアイ プラス上海III』 ホームデータ 1991年11月2日
- FM-TOWNS『スーパー上海 ドラゴンズアイ』 ホット・ビィ 1991年
- PC-8800シリーズ『スーパー上海 ドラゴンズアイ』 ホット・ビィ 1991年発売 ※TAKERUにて販売
- X68000『スーパー上海 ドラゴンズアイ』 ホット・ビィ 1991年発売 ※TAKERUにて販売
- MSX2『スーパー上海 ドラゴンズアイ』 ホット・ビィ 1991年発売 ※TAKERUにて販売
- スーパーファミコン『スーパー上海 ドラゴンズアイ』 ホット・ビィ 1992年4月28日
- AC『スーパー上海 ドラゴンズアイ』 ホット・ビィ 1992年7月
- PCエンジンCD-ROM²『上海III ドラゴンズアイ（バトル上海 ドラゴンズアイ）』 アスク講談社 1992年12月18日

製品名は「上海III ドラゴンズアイ」となっているが、パッケージやタイトル画面では「バトル上海 ドラゴンズアイ」という名称がメイン表記になっている。
- AC『上海III』 開発:サクセス 販売:サンソフト 1993年11月
- スーパーファミコン『上海III』 サンソフト 1994年9月15日
- AC『上海 万里の長城』 開発:サクセス 販売:サンソフト 1994年8月
- 3DO『上海 万里の長城』 エレクトロニック・アーツ・ビクター 1994年12月16日
- X68000『上海 万里の長城』 EAビクター 1994年
- セガサターン『上海 万里の長城』 サンソフト 1995年2月24日
- PlayStation『上海 万里の長城』 ソニー・コンピュータエンタテインメント 1995年3月24日
- スーパーファミコン『上海 万里の長城』 サンソフト 1995年11月17日
- PC-FX『上海 万里の長城』 NECホームエレクトロニクス 1996年3月15日
- AC『上海IV 竜門飛躍』 開発:サクセス 販売:サンソフト 2023年3月16日

開発・販売企業が同じであるアーケード版『上海III』の系譜を受け継ぐという意味で『IV』とナンバリングされている。

### 派生作品
- スーパーファミコン『サンリオ上海』 キャラクターソフト 1994年8月31日発売
- スーパーファミコン、セガサターン、PlayStation、Windows 3.1『ゲームの鉄人 THE上海』 サンソフト 1995年10月13日
- Windows 95『上海 グレート・モーメンツ』 ゲームバンク 1995年発売
- セガサターン『上海 グレート・モーメンツ』 サンソフト 1996年11月15日
- PlayStation『上海 グレート・モーメンツ』 サンソフト 1997年1月17日
- ゲームボーイ『上海Pocket』 サンソフト 1998年8月6日

スーパーゲームボーイ対応ソフト。アメリカなど海外ではゲームボーイカラー専用ソフトとして発売され、画面表記は日本語のままだが表示されるテキストがすべて英語に置き換えられた。
- AC『上海 真的武勇』サンソフト 1998年8月発売
- PlayStation『上海 真的武勇』 サンソフト 1998年9月23日
- ワンダースワン『上海Pocket』 サンソフト 1999年4月1日
- ネオジオポケット『上海ミニ』 SNK 1999年7月29日
- ドリームキャスト『上海 ダイナスティ』 サクセス  2000年3月16日
- PlayStation『value 1500 the 上海』 サンソフト 2000年5月2日
- PlayStation 2『上海フォーエレメント』 サンソフト 2000年9月28日
- AC『上海 〜昇龍再臨〜』 開発:童 販売:タイトー 2000年発売
- PlayStation『SuperLite 1500 上海 ダイナスティ』 サクセス 2001年3月22日
- PlayStation『上海 〜昇龍再臨〜』 タイトー 2001年6月7日
- ゲームボーイアドバンス『上海アドバンス』 サンソフト 2001年12月14日
- AC『上海 〜三国牌闘儀〜』 開発:童 販売:サンソフト 2002年発売
- PlayStation 2『上海 〜三国牌闘儀〜』 サンソフト 2002年12月19日
- ザウルス『上海』 サンソフト  2003年9月22日発売
- iアプリ・S!アプリ・EZアプリ『上海』『上海DX』『上海DXII』『上海DXIII』『上海EX』『上海☆娘』他多数。
- ゲームボーイアドバンス『みんなのソフトシリーズ 上海』 サクセス 2003年10月31日
- Windows 98〜XP『上海 ドラゴンズアイ』 メディアカイト 2004年11月19日発売
- PlayStation 2『スーパー上海2005』 スターフィッシュ 2004年11月25日
- AC『スーパー上海2005』 エイブルコーポレーション 2005年発売
- ニンテンドーDS『上海』サクセス  2005年12月22日
- PlayStation Portable『上海』サクセス  2006年3月23日
- Windows Vista・7 内蔵ゲーム『Mahjong Titans』 マイクロソフト 2006年公開
- Wii『上海』 サクセス 2007年12月13日
- iPhone/iPod touch『上海』サンソフト 2008年7月11日発売
- Wiiウェア『みんなで対戦パズル 上海Wii』 サンソフト 2009年4月7日
- Webゲーム『Vocaloanthems上海』2010年9月公開
- ニンテンドーDS『上海DS2』サンソフト 2010年9月23日
- iPhone/iPad『上海アミーゴ』サンソフト 2010年12月20日
- AC『上海 臥龍天昇』 開発・発売:サクセス 総販売元:アネックス 2011年2月発売
- ニンテンドー3DS『上海3Dキューブ』サンソフト 2011年3月3日
- Android『上海アミーゴ』サンソフト 2011年4月15日
- ニンテンドー3DS『上海3D』 アークシステムワークス ※ダウンロード専用 2014年2月12日
- PlayStation 4『アーケードアーカイブス 上海III』 サンソフト  ダウンロード配信版 2015年7月3日
- Microsoft Windows 7〜『上海 〜十二支（鼠編）〜』 サンソフト 2015年7月17日発売
- Nintendo Switch『上海Refresh』 サンソフト 2018年11月29日
- Steam『上海Refresh』 サンソフト 2019年9月12日
- Nintendo Switch『上海LEGEND』 サンソフト 2023年12月7日

### 派生ルール
カッコ内は初登場した作品。
ドラゴンズアイ（スーパー上海 ドラゴンズアイ）
対戦型上海。牌を全部取るのが目的の「ドラゴンスレイヤー」と、牌を置いて場を埋め尽くすのが目的の「ドラゴンマスター」に分かれる。
タイムアタック（スーパー上海 ドラゴンズアイ）
上海にタイムアタック要素が加わっているルール。全ての牌を取るまでのタイムを競う。
青島（上海III）
対戦型上海。先に黄金牌を取った方が勝ちとなる。万里の長城から対戦相手の山からも牌を奪える仕様が追加。真的武勇では特殊牌(アイテム)を使用し様々な効果が起こすことができる。
北京（上海 万里の長城）
牌をスライドさせて同じ牌同士を隣接させることでその牌が取れる。
グレートウォール（上海 万里の長城）
牌は壁状に積まれている。各段の端にある牌だけが取れる。
楼蘭上海（上海 真的武勇）
立方体に並んでいる牌を左右に回転させ、同じ絵柄の牌を取っていく。取れる牌は、牌の片側または両側が開いていて、牌が上に乗っていない物だけとなっている。
ダイナスティ（上海 ダイナスティ）
対戦型上海。先に牌を全て取った方が勝ちとなる。幻獣牌（アイテム）を使用し様々な効果が起こすことができる。
パンダモニアム（上海 〜昇龍再臨〜）
対戦型上海。青島とは違い一つの山から複数のプレイヤーが牌を取り合い、最終的に取れた数で競う。
キャンドルライト（上海 フォーエレメント）
ルールは上海と同じだが、時間経過とともに山の周囲に立てられたロウソクが短くなり見づらくなる。風牌を取るとその方向のロウソクの火が1本消え、三元牌を取ると消えたロウソクに再び火が点く。
フロート（上海 フォーエレメント）
牌山が水中に沈んでいるという体で、牌を消すと下の牌が水面に浮かんでくる。
ウインドストーム（上海 フォーエレメント）
ルールは上海と同じだが、風牌か三元牌を取ると牌の取れる条件が変わる。
二角取り（上海 ※DS版）
詳細は｢四川省 (ゲーム)｣を参照
キューブ上海（上海3Dキューブ）
上海と楼蘭上海を掛け合わせたようなルール。色んな角度に牌が置かれている。取り方は上海と同じである。